# Opar (cité fictive)
Pour l’article homonyme, voir OPAR.
Opar est une ville perdue fictive dans les romans Tarzan d'Edgar Rice Burroughs et plus tard dans les romans Khokarsa (en) de Philip José Farmer et Christopher Paul Carey, ainsi que dans diverses œuvres dérivées dans d'autres médias.
La ville apparaît pour la première fois dans le deuxième roman de Burroughs sur Tarzan, Le Retour de Tarzan (1913).

## Description fictive

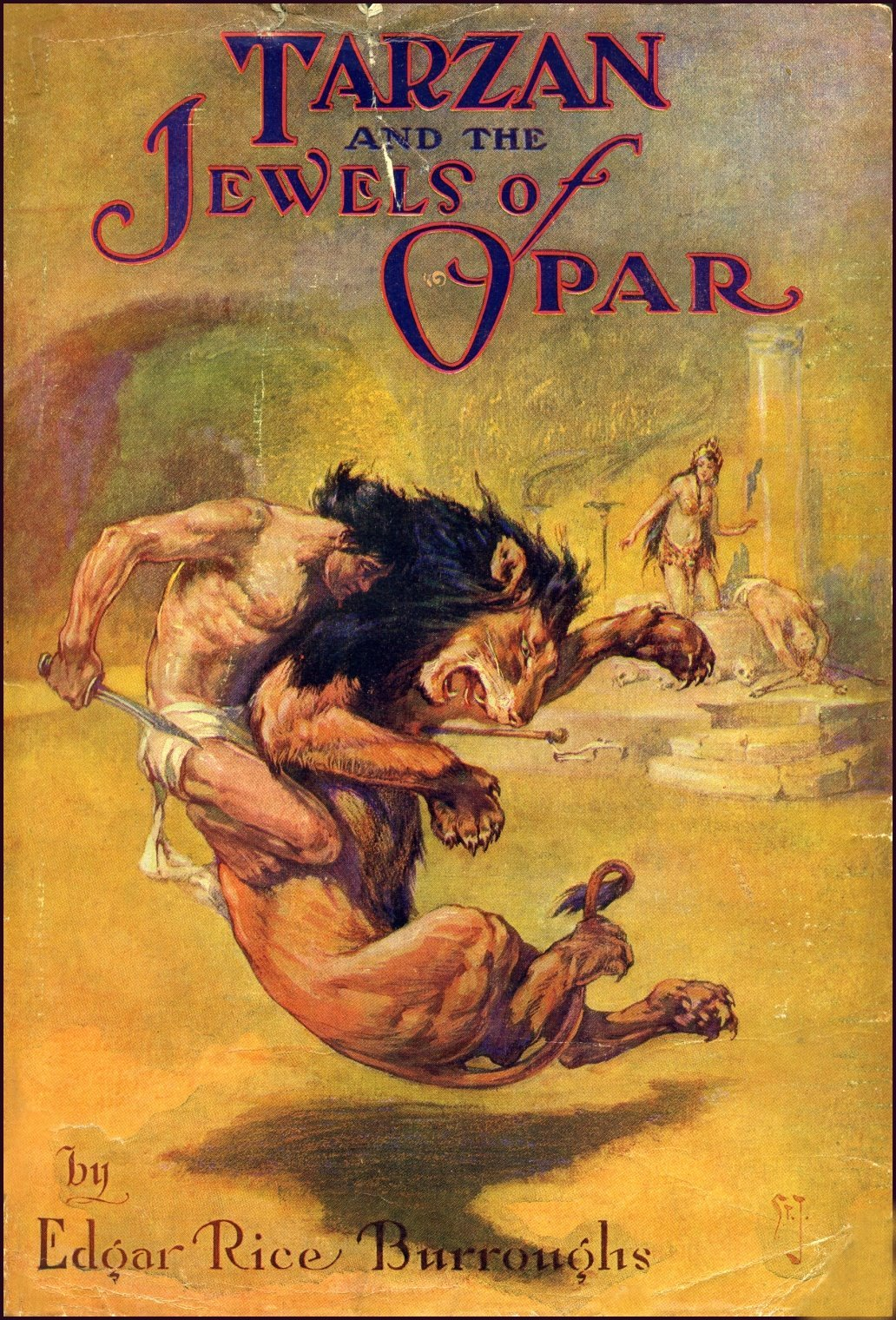
Couverture de Tarzan et les Joyaux d'Opar

Opar est une colonie perdue de l'Atlantide, située au cœur de la jungle africaines, où d'incroyables richesses ont été accumulées au fil des âges. 
La souveraine et grande prêtresse de la ville est la reine La, qui, lors de sa première rencontre avec Tarzan, tombe amoureuse de lui et lui porte ensuite un flambeau. Tarzan, déjà engagé envers Jane Porter, repousse ses avances, mettant ainsi sa propre vie en danger, car la religion d'Opar tolère les sacrifices humains. Pourtant, il retourne à la cité perdue à maintes reprises pour reconstituer sa fortune personnelle grâce à ses trésors accumulés. 
La population de la ville présente un dimorphisme sexuel extrême causé par une combinaison de consanguinité excessive, de croisements avec des singes et d'abattage sélectif de la progéniture. Par conséquent, les femelles Opariennes paraissent parfaitement humaines. Tandis que les mâles Opariennes sont des brutes simiesques. 
Leur description par l'auteur rappelle celle d'un lointain cousin de ces Australopithèques que Charles Darwin avait déjà pressentis comme nés en Afrique. Toutefois, Burroughs n'avait vu ces hommes-singes que comme des créatures mythologiques et monstrueuses, comme le Minotaure et les Satyres. Certes, le roman où apparaît la cité précède de onze ans la découverte du premier crâne d'Australopithèque en 1924 par Raymond Dart à Taung, près de Kimberley, au nord de l'Afrique du Sud. On trouvera d'autres sites du même pays, dans le Transvaal, ainsi qu'en Tanzanie et en Éthiopie. Mais le monde scientifique, depuis un demi-siècle, polémiquait sur l'ancêtre de l'être humain, qui serait le singe. On pouvait ainsi aisément imaginer en Afrique des humanidés survivants d'une époque préhistorique. 
Au c 

## Inspiration
Son nom est décalqué sur la biblique Ophir, d'où le roi Salomon faisait venir mille richesses.

## Apparitions

### Dans les œuvres de Burroughs
Dans les histoires de Burroughs :
- Le Retour de Tarzan (1913), le deuxième opus[2] ;
- Tarzan et les Joyaux d'Opar (1916), le cinquième [3];
- Tarzan et le Lion d'Or (1923), le neuvième [4];
- Tarzan l'invincible (en) (1930), le quatorzième[5].
- Les exilés d'Opar apparaissent également dans l'histoire pour jeunes de Burroughs de 1936 « Tarzan et les jumeaux Tarzan, avec Jad-bal-ja, le Lion d'Or » (publiée plus tard comme la deuxième partie de Tarzan et les jumeaux en 1963).

### Dans les œuvres de Farmer et Carey
Philip José Farmer inclut Opar dans sa biographie fictive Tarzan vous salue bien (en) (1972), où Tarzan décide de cacher la ville désormais abandonnée en détournant une rivière pour l'enfouir sous les sédiments. Opar est également le cadre éponyme des romans de Farmer Hadon, fils de l'antique Opar (1974) et Fuite à Opar (1976). Il avait initialement prévu de poursuivre la série, laissant deux œuvres inachevées. Le roman Le Chant de Kwasin et la nouvelle Kwasin and the Bear God furent ultérieurement achevés par Christopher Paul Carey . Carey a ensuite écrit plusieurs nouvelles d'Opar, notamment Exiles of Kho (2012), Hadon, King of Opar (2015) et Blood of Ancient Opar (2016). 

### Dans les adaptations
Au cinéma, Opar a été vu dès les premiers films de Tarzan :
- Les Nouvelles Aventures de Tarzan (en) (1921), basé sur Le Retour de Tarzan ;
- Tarzan le Tigre (1929), inspiré de Tarzan et les Joyaux d'Opar ;
- Tarzan et la Cité perdue (1998).
- Opar est également apparu, sous les traits d'un village africain générique, dans Tarzan et le Safari perdu (1957), dans lequel les Oparians étaient dirigés par le chef masculin Chief Ogonooro (joué par Orlando Martins (en)) plutôt que par la reine/prêtresse féminine La.

Le film La Légende de Tarzan (2016) mentionne Opar dans la séquence d'ouverture pré-générique, mais ne montre pas la cité perdue,. Une expédition à Opar dirigée par Léon Rom est massacrée par des guerriers menés par le chef Mbonga, qui offre à Rom des diamants en échange de Tarzan.
Opar apparaît également dans l'adaptation télévisée de Disney, s'effondrant après la destruction du sceptre de La.

## Autres cités africaines fictives visitées par Tarzan
Dans ses aventures, Tarzan visite d'autres cités africaines fictives. Le déclencheur romanesque est souvent répétitif ; deux groupes s'opposent : celui où se retrouve Tarzan et un autre, où figurent des amis (qu'il recherche) ou des ennemis. En voici quelques-unes :
- Xujan, dont les habitants sont les maîtres des lions locaux et adorent les perroquets et les singes, mais sont devenus complètement fous suite à une longue consanguinité, dans Tarzan l'Indomptable (1919) ;
- Les cités peuplées par le peuple matriarcal des Alali et celles par le peuple de petite taille des Minuni, en conflit, dans Tarzan et les Hommes-fourmis (1924) ;
- Nimmr et Sépulcre, habitées par des descendants de croisés anglais de la troisième croisade égarés, dans Tarzan et la Cité interdite (en) (1927) ;
- Castra Sanguinaris et Castrum Mare, deux cités romaines égarées depuis le Ier siècle, qui se disputent le privilège d'être le plus conforme à l'idéal de la Rome antique, dans Tarzan et l'Empire oublié (en) (1928) ;
- La vallée de Midian est peuplée de chrétiens dégénérés descendants d'un disciple de Saint Paul de Tarse, divisés en clans du Nord et du Sud, qui se disputent quant à savoir si l'apôtre était blond ou brun, dans Tarzan triomphe (en) (1932) ;
- Londres (comme la capitale anglaise), bordant une rivière homonyme de la Tamise, construite par des gorilles sur ordre d'un Anglais qui leur a appris sa langue, dans Tarzan et l'Homme-lion (en) (1932) ;

- Cathne la cité de l'or et sa rivale Athne celle de l'ivoire, ainsi que les cités amazones Kaji et Zuli et dans Tarzan le Magnifique (1938) ;
- Ashair et Thobos, situées dans une vallée secrète et en guerre, partagés entre Ceux-de-l'Avers (estimant que la croisade est finie et qu'il faudrait rentrer en Angleterre) et Ceux-du-Revers (croyant au contraire qu'elle n'est pas finie et qu'il faudrait y retourner), dans Tarzan et la Cité interdite (en) (1938).

De plus, Pal-ul-don dans Tarzan dans la préhistoire (1924), qui est une vallée africaine remplie de dinosaures, reprend le principe des pêuples antagonistes. En effet, elle abrite aussi deux races adverses de créatures rappelant des humains : les Ho-don à la peau blanche et sans poils et les Waz-don à la peau noire et poilus.